# Confederazione europea dei sindacati
La Confederazione europea dei sindacati (acronimo CES, in inglese European Trade Union Confederation (ETUC), è una organizzazione creata nel 1973 quale principale interlocutore delle istituzioni dell'Unione europea in materia di rappresentanza dei lavoratori a livello dell'Unione. 

## Storia
La CES è stata istituita nel 1973 per coordinare e rappresentare i lavoratori e i loro sindacati a livello europeo ed è cresciuta con l'adesione di altri Paesi.
La CES è riconosciuta dall'Unione europea, dal Consiglio d'Europa e dall'Associazione europea di libero scambio come l'unica organizzazione sindacale rappresentativa sul piano intersettoriale a livello europeo, e coordina le attività dei CSIR (Consigli sindacali interregionali), che organizzano la cooperazione sindacale attraverso i confini nazionali dell'UE.
Fanno parte della CES 89 Confederazioni sindacali nazionali provenienti da 39 Paesi europei, e 10 Federazioni industriali europee, per un totale di circa 45 milioni di tesserati.
Nell'ottobre 2022 la CES ha reso noto l'ingresso della Federazione dei sindacati dell'Ucraina (Fpu), la Confederazione dei sindacati liberi dell'Ucraina (Kvpu) e la Confederazione nazionale dei sindacati della Moldavia (Cnsm).

## Attività e funzioni
Le organizzazioni sindacali affiliate alla CES mantengono le proprie procedure decisionali. I delegati delle associazioni affiliate decidono politiche e attività della CES a livello europeo in modo democratico; la CES, da parte sua, non ha facoltà di imporre una linea specifica alle confederazioni nazionali. La CES dispone di una propria struttura democratica.
Riveste inoltre un ruolo di primo piano nella determinazione di leggi importanti per i lavoratori europei. Il trattato UE attribuisce alle parti sociali il diritto di formulare proposte legislative proprie, attraverso accordi intersettoriali sulle principali questioni di politica sociale. Le parti sociali hanno già negoziato tre accordi a livello europeo, cui è stata data applicazione, in seguito, tramite importanti direttive europee che fissano diritti essenziali per i lavoratori:
- congedo parentale (1996 - rinnovato nel 2009)
- lavoro a tempo parziale (1997)
- contratto a tempo determinato (1999)

Dal 2002, la CES ha ulteriormente ampliato il suo ruolo a livello dell'UE in materia di relazioni industriali, promuovendo lo sviluppo di un dialogo sociale autonomo fra rappresentanti dei lavoratori e dei datori di lavoro. Le parti sociali hanno concluso accordi "autonomi" su:
- telelavoro (2002)
- stress legato al lavoro (2004)
- molestie e violenze sul posto di lavoro (2007)
- mercato del lavoro inclusivo (2010).
- un quadro d'azione per sviluppo delle competenze e delle qualifiche lungo tutto l'arco della vita (2002) e un quadro d'azione sulla parità fra uomo e donna (2005).

Insieme con le altre parti sociali europee, la CES collabora con tutte le istanze comunitarie: presidenza, consiglio, commissione e Parlamento. Il suo diritto di rappresentare gli interessi dei lavoratori europei nella formulazione delle politiche sociali, macroeconomiche e dell'occupazione nell'UE è esplicitato nel trattato UE. Essa:		
- partecipa ogni anno ai vertici sociali tripartiti;
- elabora la risposta dei sindacati alle proposte della Commissione europea;
- dialoga con un gruppo interpartitico di membri del Parlamento europeo;
- coordina la partecipazione dei sindacati a numerosi organi consultivi, fra cui il Comitato economico e sociale e le agenzie UE per la formazione professionale (CEDEFOP), per il miglioramento delle condizioni di vita e di lavoro (Fondazione di Dublino), e per la salute e la sicurezza sui posti di lavoro (Bilbao).

In occasione delle riunioni biennali del Dialogo macroeconomico (MED), istituite nel 1998, le parti sociali discutono di politica economica con il Consiglio "Affari economici e finanziari" dell'UE (Consiglio ECOFIN), la Banca centrale europea (BCE) e la Commissione. La CES prosegue la propria campagna per un'Europa sociale attraverso azioni dirette come le Euromanifestazioni (ad esempio contro la Direttiva Bolkestein sui servizi) e altre campagne. In questo modo, la CES assume un importante ruolo guida sulle questioni sociali e dell'occupazione di grande rilevanza per tutti i cittadini europei.

## Struttura
| Periodo     | Presidente                     |
| ----------- | ------------------------------ |
| 1973 - 1974 | Victor Feather (TUC)           |
| 1974 - 1979 | Heinz Oskar Vetter (DGB)       |
| 1979 - 1982 | Wim Kok (FNV)                  |
| 1982 - 1985 | Georges Debunne (ABVV)         |
| 1985 - 1991 | Ernst Breit (DGB)              |
| 1991 - 1993 | Norman Willis (TUC)            |
| 1993 - 2003 | Fritz Verzetnitsch (OGB)       |
| 2003 - 2007 | Cándido Méndez Rodríguez (UGT) |
| 2007 - 2011 | Wanja Lundby-Wedin (LO)        |
| 2011 - 2015 | Ignacio Fernández Toxo (CC.OO) |
| 2015 - 2019 | Rudy De Leeuw (ABVV)           |
| 2019 -2023  | Laurent Berger (CFDT)          |
| 2023 -      | Wolfgang Katzian (OGB)         |

| Periodo     | Segretario generale          |
| ----------- | ---------------------------- |
| 1973 - 1975 | Théo Rasschaert (ABVV)       |
| 1975 - 1976 | Peer Carlsen (LO)            |
| 1976 - 1991 | Mathias Hinterscheid (CGT-L) |
| 1991 - 2003 | Emilio Gabaglio (CISL)       |
| 2003 - 2011 | John Monks (TUC)             |
| 2011 - 2015 | Bernadette Ségol (CGT)       |
| 2015 - 2022 | Luca Visentini (UIL)         |
| 2022-       | Esther Lynch (ICTU)          |